# Šahovska olimpijada 2014.
41. Šahovska olimpijada održana je 2014. u Norveškoj. Grad domaćin bio je Tromsø.

## Poredak osvajača odličja
| Mj. | Država   | Bodova | Igrači |
| --- | -------- | ------ | ------ |
| 1.  | Kina     | 19,0   |        |
| 2.  | Mađarska | 17,0   |        |
| 3.  | Indija   | 17,0   |        |

| Pobjednici       |
| ---------------- |
| Kina Prvi naslov |